# Rożdiestwieno (obwód leningradzki)
Rożdiestwieno (ros. Рождествено) – wieś (sieło) w Rosji, w obwodzie leningradzkim, w rejonie gatczyńskim. W 2010 liczyła 1940 mieszkańców.